# Капітанська дочка (фільм, 1958)
«Капітанська дочка» — радянський художній фільм 1958 року за однойменною повістю О. С. Пушкіна, знятий на кіностудії «Мосфільм».

## Сюжет
Дворянин Гриньов, який вирушає на військову службу, потрапляє в заметіль і, діставшись до заїжджого двору, дарує своєму провіднику Омеляну Пугачову кожух. Місце служби Гриньова виявляється невеликою фортецею. Він закохується в дочку коменданта Машу і виявляється пораненим на дуелі офіцером Швабріним. Незабаром Пугачов піднімає повстання, захоплює фортецю і страчує батьків Маші, а Гриньова відпускає. Той отримує лист від нареченої і дізнається, що Швабрін, який став спільником Пугачова, примушує її до шлюбу. За допомогою отамана Гриньов звільняє подругу. Після війни взятий у полон Швабрін обмовляє суперника, звинувачуючи його у співпраці з повстанцями, але Маша домагається розгляду справи імператрицею. Фільм завершується масштабною сценою страти Пугачова.

## У ролях
- Олег Стриженов —  Петро Гриньов
- Сергій Лук'янов —  Омелян Пугачов
- Ія Арепіна —  Маша Миронова
- Володимир Дорофєєв —  капітан Іван Кузьмич Миронов
- Ірина Зарубіна —  Василиса Єгорівна
- Анатолій Шишков —  Савельїч
- В'ячеслав Шалевич —  Швабрін
- Павло Павленко —  Іван Гнатович, кривий поручик
- Борис Новиков —  Максимович
- Лев Золотухін —  майор Іван Іванович Зурін
- Никифор Колофідін —  Андрій Петрович, батько Гриньова
- Сергій Блинников —  генерал
- Володимир Соловйов —  слідчий
- Олександра Денисова —  Акуліна Панфілівна, попадя
- Олександр Гумбурґ —  Хлопуша
- Юрій Катін-Ярцев —  «генерал»
- Сергій Троїцький —  господар заїжджого двору
- Павло Шпрингфельд — епізод
- Варвара М'ясникова —  мати Гриньова

## Знімальна група
- Автор сценарію:  Микола Коварський
- Режисер:  Володимир Каплуновський
- Оператор:  Еміль Гулідов
- Художник:  Євген Куманьков
- Композитор: Тихон Хрєнников